# Orlin Rusew
Orlin Christow Rusew (bułg. Орлин Христов Русев, ur. 3 sierpnia 1972 w Płowdiwie) – bułgarski judoka. Olimpijczyk z Barcelony 1992, gdzie zajął trzynaste miejsce w wadze ekstralekkiej.
Uczestnik mistrzostw świata w 1995 i 1997. Startował w Pucharze Świata w latach 1992 i 1995-2000. Siódmy na mistrzostwach Europy w 1995. Trzeci na mistrzostwach kraju w 2000 roku.

## Letnie Igrzyska Olimpijskie 1992
| Konkurencja | Eliminacje             | Repasaże            | Repasaże                | Klas. końcowa |
| Konkurencja | Przeciwnik I           | Przeciwnik I        | Przeciwnik II           | Miejsce       |
| ----------- | ---------------------- | ------------------- | ----------------------- | ------------- |
| 60 kg       | Nazim Hüseynov (CIS) P | Mamadou Bah (GUI) Z | Marino Cattedra (ITA) P | 13.           |